# Lijst van alcoholische dranken
Hieronder volgt een (niet complete) lijst van alcoholische dranken en merken:
- Advocaat
- Aguardente
- Angostura
- Aquavit
- Armagnac
- Asbach Uralt
- Sonnema Berenburg
- Bier, o.a.
  - Abdijbier
  - Ale
  - Amber
  - Bokbier
  - Oud bruin
  - Dortmunder
  - Gerstewijn
  - Heet bier
  - Lager
  - Maltbier
  - Pils
  - Porter
  - Rookbier
  - Radler
  - Stout
  - Trappistenbier
  - Witbier
  - Weizenbier (niet te verwarren met Witbier)
- Brandewijn
  - Citroenbrandewijn
  - Metaxa
  - Slivovitsj
  - Palinka, Țuică
  - Tsikoudia
  - Tsipouro
- Breezer
- Baileys
- Cachaça
- Calvados
- Cider
  - Jillz
- Cognac
  - Vieux
- Crème de cassis
- Eau de vie
- Faro
- Gin
- Grappa
  - Orujo
  - Marc
  - Aguardiente
- Jenever
  - Jonge en oude jenever
  - Bessenjenever
  - Citroenjenever
  - Graanjenever
  - Korenwijn
- Kirsch
- Kruidenbitter
- Kruidenlikeur
  - Absint
  - Arak (Nabije Oosten)
  - Arak (Verre Oosten)
  - Bruidstranen
  - Bénédictine
  - Chartreuse
  - Drambuie
  - Dropshot
  - Elixir d'Anvers
  - Els La Vera
  - Goldstrike
  - Jägermeister
  - Kraamanijs
  - Licor 43
  - Ouzo
  - Pastis
  - Raki
  - Sambuca
  - Schrobbelèr
  - Underberg
  - Unicum
- Masticha
- Notenlikeur
  - Amaretto
  - Café Marakesh
  - Frangelico
  - Kahlúa
  - Pisa
  - Tia Maria
- Perenwijn
- Ouzo
- Pineau des Charentes
- Pommeau
- Rum
  - Captain Morgan
  - Malibu
- Sake
- Tequila
- Tote Tante
- Vermout
  - Martini
  - Noilly Prat
- Vruchtenlikeur
  - Amarula
  - Apfelkorn
  - Cointreau
  - Curaçao
  - Grand Marnier
  - Guignolet
  - Kitron
  - Kruškovac
  - Koum Quat
  - Limoncello
  - Mandarine Napoléon
  - Maraskino
  - Mirto
  - Nocino
  - Oranjebitter
  - Pisang Ambon
  - Sloe gin
  - Southern Comfort
  - Triple sec
- Weinbrand
- Whisk(e)y
- Wijn
  - Banyuls
  - Champagne
  - Glühwein
  - Madeira
  - Port
  - Rode wijn
  - Roséwijn
  - Sherry
  - Vermout
  - Witte wijn
- Wodka